# Anja Zag Golob
Anja Zag Golob (Slovenj Gradec, 1976.), slovenska pjesnikinja, urednica, kritičarka, dramaturginja i prevoditeljica.
Studirala je filozofiju i komparativnu književnost na Filozofskom fakultetu u Ljubljani. Objavila je gotovo 750 kazališnih kritika za Večer, kao i kolumne te prijevode s engleskog i njemačkog. Jedna je od suosnivačica nezavisne izdavačke kuće VigeVageKnjige, u kojoj radi kao glavna urednica.
Autorica je četiri samostalne zbirke poezije na slovenskom jeziku; za drugu i treću zbirku dobila je 2014. i 2016. Jenkovu nagradu, a za četvrtu 2020. nagradu Kritiško sito Društva slovenskih književnih kritičara. Novčani je dio Jenkove nagrade za 2014. odbila jer je isti bio financiran iz privatnih, a ne javnih sredstava.
Zbirke su joj dosad prevedene na njemački, hrvatski, srpski i poljski, a pojedine pjesme ili ciklusi prevedeni su i na bugarski, mađarski, španjolski, češki, makedonski, nizozemski i francuski te uvršteni u nekoliko antologija. Njenu poeziju odlikuje izražena ritmičnost, a bavi se temama ljubavi, smrti, jezika, svakodnevnih stvari te kvalitete postojanja. Redovito gostuje u inozemstvu.
Povremeno je objavljivala kolumne u subotnjem prilogu Dela, te redovito na stranici Smeri razvoja u Večeru te njegovom subotnjem prilogu V subotu, kao i u emisiji Studio City na Radioteleviziji Slovenija. Od 2022. objavljuje kolumnu na radio stanici Val 202 RTV Slo u rubrici Jajca. Kolumna se bavi položajem kulture i književnosti u društvu, slobodom medija u Sloveniji te pitanjima političkog i građanskog angažmana na lokalnoj i državnoj razini. Prevodi dječju književnost, posebice grafičke novele, kao i romane za odrasle (npr. djela Oceana Vuonga i Maxa Portera).

### Poezija
- V roki (Nova Znamenja; 32).  Maribor: Litera, 2010. (COBISS)
- Vesa v zgibi (Nova slovenska knjiga). Ljubljana: Mladinska knjiga, 2013. (COBISS). 2. izdanje, Prevalje: vlastita naklada, 2016. (COBISS)
- Didaskalije k dihanju. Ljubljana: vlastita naklada, 2016. (COBISS). 2. izdanje, Ljubljana: vlastita naklada, 2016. (COBISS)
- V roki; Vesa v zgibi; Didaskalije k dihanju. Ljubljana: vlastita naklada, 2018. (COBISS)
- da ne da ne bo več prišla da ne bo da me žge da se odganjam... Maribor: vlastita naklada, 2019. (COBISS)
  - zvučna knjiga na CD-u; Ljubljana: vlastita naklada, 2020. (COBISS)
- Watson Maribor: vlastita naklada, 2023. (COBISS)

- Prijevodi na hrvatski:
  - Didaskalije uz disanje. Zagreb: Sandorf, 2019. Prijevod: Željko Perović.[10]
  - da ne. Zagreb: Sandorf, 2023. Prijevod: Aljoša Pužar, Alena Begić i Teja Kosi.

## Priznanja

### Nagrade
- 2014. Jenkova nagrada za zbirku Vesa v zgibi
- 2016. Jenkova nagrada za zbirku Didaskalije k dihanju
- 2020. Kritiško sito (Društvo slovenskih književnih kritičara) za da ne da ne bo več prišla da ne bo da me žge da se odganjam...

### Nominacije
- 2014. Veronikina nagrada za zbirku Vesa v zgibi
- 2017. Kritiško sito za zbirku Didaskalije k dihanju
- 2019. Nagrada Veronika za zbirku da ne da ne bo več prišla da ne bo da me žge da se odganjam...
- 2021. Nagrada Europejski Poeta Wolności za Didaskalije k dihanju

## Vanjske poveznice
1. ↑  Biljana. 26. ožujka 2019. Anja Golob. Reading Balkans (engleski). Pristupljeno 27. kolovoza 2023.
2. ↑  Sandorf. Sandorf: Izdanja Didaskalije uz disanje
3. ↑  Biljana. 26. ožujka 2019. Anja Golob. Reading Balkans (engleski). Pristupljeno 27. kolovoza 2023.
4. ↑  E-občina. KONCERT: ANJA ZAG GOLOB & DRAGO IVANUŠA - sokolskidom.si. www.sokolskidom.si (slovenski). Pristupljeno 27. kolovoza 2023.
5. ↑  VigeVageKnjige. vigevageknjige.org (slovenski). Pristupljeno 24. kolovoza 2023.
6. ↑  Simčič, Valentina Plahuta. 28. listopada 2016. Jenkova nagrada: poezija, ki bleščeče demantira cinizem. old.delo.si (slovenski). Pristupljeno 24. kolovoza 2023.
7. ↑  Simčič, Valentina Plahuta. 28. listopada 2016. Jenkova nagrada: poezija, ki bleščeče demantira cinizem. old.delo.si (slovenski). Pristupljeno 27. kolovoza 2023.
8. ↑  Anja Golob: Ne pristajem na poziciju žrtve – VoxFeminae. voxfeminae.net. Pristupljeno 27. kolovoza 2023.
9. ↑  Slovenija, R. T. V. Jajca. Val 202 (slovenski). Pristupljeno 27. kolovoza 2023.
10. ↑  Sandorf. Sandorf: Izdanja Didaskalije uz disanje